# 大科摩罗岛
大科摩罗岛（法語：Grande Comore，法語發音：[ɡʁand kɔmɔʁ]），行政区划名称为大科摩罗自治岛（法語：Île Autonome de la Grande），是科摩罗最大岛屿，位于印度洋莫桑比克海峡北端，首府莫罗尼。全岛面积1,148平方公里，人口据估计为约345,000人。

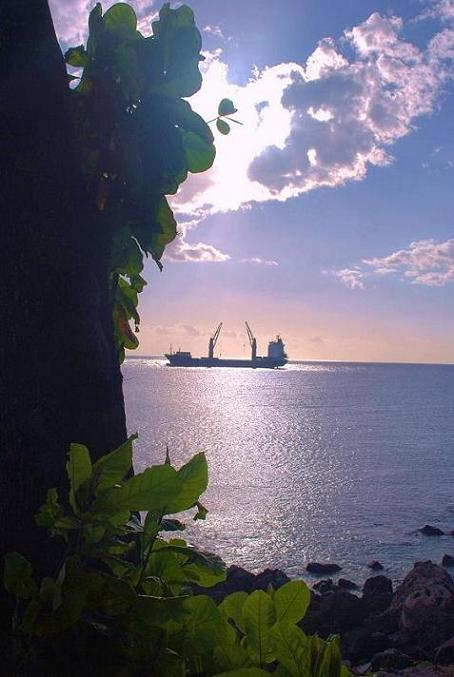
大科摩罗岛自然风光
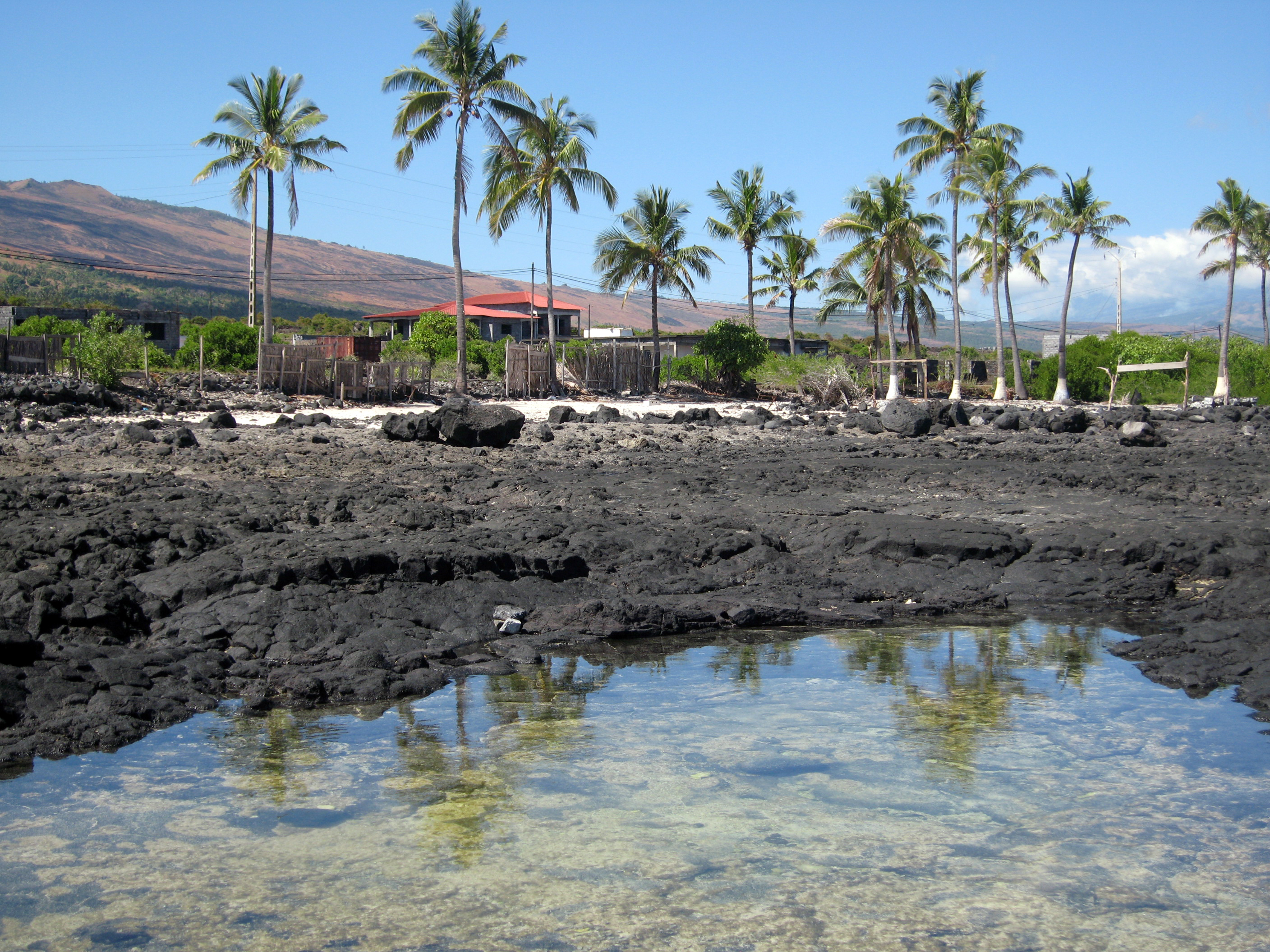
島上的椰子棕樹

## 外部連結
- 维基共享资源上的相關多媒體資源：大科摩罗岛
- 政府網站
- 葛摩島選舉資料（页面存档备份，存于）